# Jelle Reumer
Jelle Wouter Frans Reumer (* 18. August 1953 in Hilversum) ist ein niederländischer Paläontologe und Evolutionsbiologe.

## Leben
Reumer absolvierte von 1965 bis 1971 die Städtische Schule in Hilversum (das heutige A. Roland Holst College). Von 1971 bis 1978 studierte er Biologie an der Universität Utrecht. 1983 wurde er mit der Dissertation Ruscinian and Early Pleistocene Soricidae (Insectivora, Mammalia) from Tegelen (the Netherlands) and Hungary zum Ph.D. promoviert. Anschließend belegte einen einjährigen Postdoc-Lehrgang in Verwaltungswissenschaft an der Universiteit van Amsterdam.
1979 war er Biologielehrer an einem christlichen Gymnasium in Naarden. Nach seiner Promotion arbeitete er als freier Mitarbeiter am Akademischen Krankenhaus Utrecht, als Redakteur bei der Zeitschrift Genetica, von 1984 bis 1986 als Postdoc an der Universität Genf, wo er über die Taxonomie afrikanischer Krallenfrösche forschte, und 1986 bis 1987 an der Abteilung für Dermatologie an der Medizinischen Fakultät der Universität Utrecht.
Von Dezember 1987 bis Dezember 2005 war er Direktor des Natuurhistorisch Museum Rotterdam. 2005 wurde er als außerordentlicher Professor für das Fachgebiet der Wirbeltierpaläontologie an die Fakultät für Geowissenschaften der Universität Utrecht berufen. Ab März 2015 erhielt er eine ordentliche Teilzeit-Professur für Wirbeltierpaläontologie und im Dezember 2019 wurde er emeritiert.
Reumers Forschung gilt den Säugetieren des Tertiärs mit den Schwerpunkten Insektenfresser, Wale und die Fauna der Mammutsteppe, aus der die Nordsee hervorgegangen ist. Außerdem widmet er sich dem Studium von Fossilien aus dem Steinbruch Winterswijk (Frühe Trias, Anisium).
1984 stellte Reumer die Spitzmausgattungen Mafia mit Mafia csarnotensis als Typusart und Sulimskia für die Art Sorex kretzoii auf, basierend auf fossilen Überresten, die in Ungarn (Csarnota) und Polen (Węże) entdeckt wurden. Im selben Jahr beschrieb er die fossilen Spitzmausarten Sorex bor, Deinsdorfia janossyi, Deinsdorfia kordosi und Blarinella europaea. 2010 gehörte er zu den Erstbeschreibern der fossilen Pottwalgattung Livyatan. 2017 beschrieb er die fossile Grillenschabenart Chauliodites esperstedtensis. 2003 beschrieb er die fossile Gleithörchenart Hylopetes magistri und 2013 die fossile Spitzmausart Turiasorex pierremeini aus dem Miozän. 2018 konnte er als Leiter eines niederländisch-deutschen Paläontologen-Teams mehrere auf dem Nordseeboden entdeckte fossile Zähne dem Berberaffen zuordnen. Hierbei handelte es sich um den ersten fossilen Altweltaffen-Fund auf dem Gebiet der Nordsee. 2020 gehörte er zu den Erstbeschreibern der fossilen Asseln Obtusotelson summesbergeri, Gelrincola winterswijkensis und Discosalaputium aschauerorum aus der Trias.
2007 erhielt Reumer zusammen mit Kees Moeliker den Groeneveldprijs der Groeneveld-Stiftung, wegen des Engagements für die Debatte über Natur und Landschaft in den Niederlanden.

## Dedikationsnamen
Lars van den Hoek Ostende beschrieb 2001 die fossile Spitzmausart Oligosorex reumeri aus dem Miozän. Alexandra van der Geer benannte im Jahr 2018 die pleistozäne Hirschart Candiacervus reumeri von der Insel Kreta zu Ehren von Jelle Reumer.

## Schriften und Hörbücher (Auswahl)
- Stadsecologie, 2000
- Distribution and Migration of Tertiary Mammals in Eurasia, 2003
- Plant je voort, 2003
- The fossil record of the Eurasian Neogene Insectivores (Erinaceomorpha, Soricomorpha, Mammalia), Part I., 2005
- De ontplofte aap, 2005
- Zonder de meteoriet waren we er niet: de mens als evolutionaire toevalstreffer (Hörbuch), 2008
- Opgeraapt Opgevist Uitgehakt / druk 1: fossielen van Nederland, 2008
- Geachte Darwin: Brieven aan de grondlegger van de evolutietheorie, 2009
- Een prachtige puinhoop, 2009
- De mierenmens: een evolutieparadox, 2011
- Aarde in Evolutie: lerarenhandleiding, 2012
- Het Ontstaan Van Dier En Mens Luisterboek, 2012
- De vis die aan land kroop: de evolutie van gewervelde dieren in vogelvlucht, 2013
- Schatten van het mammoetstrand: alles wat je altijd over de vondsten op maasvlakte 2 wilde weten. 2014
- Wildpark Rotterdam: de stad als natuurgebied, 2014
- Jelle’s weekdieren: bizarre, bedreigde, eetbare, zielige en andere beesten, 2015
- De kunstknie van mijn vader, 2015
- Het ontstaan van dier en mens: Hoorcollege over de evolutie van de gewervelde dieren (Hörbuch), 2016
- Evolutie en seks: Een hoorcollege over de biologie achter seks, 2016
- Kijk waar je loopt!: over stadspaleontologie, 2016
- Nobel op de kaart: op zoek naar de Nederlandse Nobelprijswinnaars van vroeger en nu, 2017
- Natuur als misverstand, 2017
- De getijgerde lijmspuiter & 99 andere beesten, 2017
- Natura morte: een korte reis langs paleontologische topstukken, 2018
- Gids voor de Winterswijkse steengroeve: Fossielen en mineralen, 2019
- Stadsfossielen: kijk waar je loopt!, 2020
- Teveel: essay : overbevolking, biodiversiteit, stadsvossen en de pandemie, 2020